# موزی گیوریو
موزی گیوریو (مجاری: Mózes Gyorío؛ زادهٔ ۱ اوت ۱۹۸۹) بازیکن فوتبال اهل کانادا است.
از باشگاه‌هایی که در آن بازی کرده‌است می‌توان به باشگاه فوتبال فلیتوود تاون و باشگاه فوتبال ان‌ئی‌سی نایمخن اشاره کرد.
وی همچنین در تیم ملی فوتبال Canada U20 بازی کرده‌است.